# Yakyūken
Yakyūken (野球拳?) este un joc nipon bazat pe piatră, hârtie, foarfecă. Trei jucători concurează. Gazda strigă „Play ball". Concurentii danseaza pe muzica cantata pe shamisen si taiko. Gazda cântă „Runner ni nattara essassa.". Mulțimea strigă „Out! Safe! Yoyonoyoi", în timp ce cei trei concurenți arată un pumn și apoi „Jankenpon" în timp ce dezvăluie gestul pe care l-au ales. Odată ce câștigătorul este clar, mulțimea strigă „Hebo noke Hebo noke. Okawari koi". Dacă există o cravată care trebuie ruptă, jucătorii strigă „Aiko de bon!". Până la sfârșitul anilor 1950, a devenit obișnuit ca cel care a pierdut să fie nevoit să îndepărteze un articol de îmbrăcăminte.
Yakyūken își preia numele de la un cânt din Shikoku care încă este o artă locală în ziua de azi. Este destul de comun să vezi yakyūken pe canale de televiziune japoneze, în special de Anul Nou.

## Origini
Jocul de piatră, hârtie, foarfecă în care te dezbraci este menționat în 甲子夜話 (Kasshiyawa?), o colecție de eseuri japoneze din 1719.
Termenul „yakyuuken” este originar unui joc de baseball care a avut loc în Shikoku în octombrie 1924, între echipele locale prefecturilor Ehime și Kagawa. Echipa Ehime a pierdut jocul 6-0, iar antrenorul lor, poetul de senryū Goken Maeda (前田伍健?) a improvizat un dans de majorete din melodia kabuki Botan ni Chōougi no irodori (牡丹蝶扇彩?) pentru a crește moralul echipei sale umilite. Acest dans a devenit o caracteristică a echipei Ehime.
În 1954, cântăreți precum Ichiro Wakahara (若原一郎?) și Terukiku (照菊?) de la compania King Records, Yukie Satoshi (久保幸江?) și Kubo Takakura (高倉敏?) de la compania Nippon Columbia și Harumi Aoki (青木はるみ?) de la Victor Entertainment au adaptat dansul și versurile sale în single-uri numite „Yakyuken”, iar termenul a devenit rapid cunoscut la nivel național. În 1966, în Matsuyama, unde a apărut dansul majoretelor, l-a introdus ca un dans taiko reprezentativ pentru Matsuyama în banchetul anual al lui Shikoku din august. În 1970, dansul banchetului a fost transformat în jocul de salon mai popular sansukumi-ken, care a continuat până în prezent, pe care oamenii din Matsuyama îl considerau honke yakyūken.
În 1969, Nippon Television a introdus o scenetă ca parte a spectacolului său de varietăți owarai, extrem de popular, コント55号の裏番組をぶっとばせ! de la comedianții Kinichi Hagimoto și Jirō Sakagami, unde frumoasele invitate erau invitate să joace sansukumi-ken pe scenă, iar pierzătorul se dezbraca și își scoatea la licitație hainele publicului din studio pentru caritate. Această scenetă a avut suficient succes în ceea ce privește ratingurile, încât mai târziu în anul respectiv a devenit propriul spectacol separat, numit コント55号の野球ケン!!.numit așa deoarece Hagimoto era un fan al baseballului. Din acest motiv, Hagimoto însuși a vizitat personal Matsuyama în 2005 și și-a cerut scuze lui Tsuyoshitoshi Sawada, a patra generație de iemoto a honke yakyūken pentru denaturarea neintenționată a yakyūken-ului.
Yakyūken Eroge⁠(d) sunt populare în Japonia și multe alte țări din Asia de Est, cu primul joc video yakyūken fiind creat de Hudson Soft pentru Sharp MZ-80K în 1981. Yakyūken ca joc al dezbrăcării a fost propagat în continuare de prolifica industrie video japoneză pentru adulți, care a folosit adesea cântecul yakyūken în videoclipurile lor.